# Tour de Francia 1911
El 9.º Tour de Francia se disputó entre el 2 de julio y el 30 de julio de 1911 con un recorrido de 5343 km. dividido en 15 etapas.

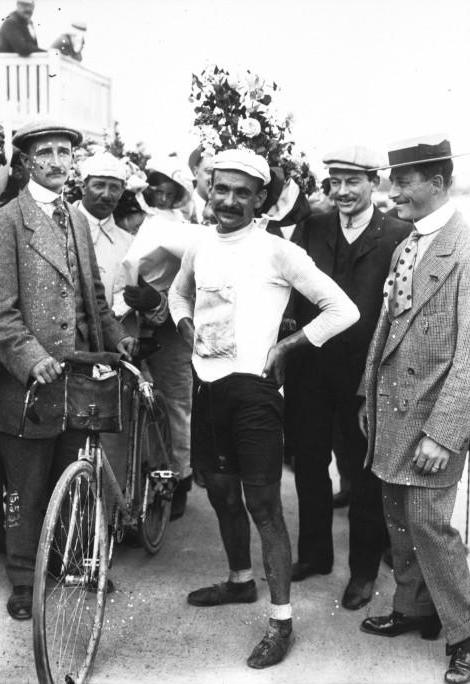
Gustave Garrigou después de ganar la carrera.

La clasificación continuó computándose por puntos, en función de la posición en la llegada y teniendo en cuenta que el ganador era el que menos puntos tenía. Fue un Tour muy duro, con un recorrido muy exigente y etapas maratonianas, de hasta 470 km, como la decimosegunda etapa, entre La Rochelle y Brest, ganada por Marcel Godivier, que invirtió 18 horas en completarla. Tras la introducción de los Pirineos en la edición precedente, en 1911 se decidió visitar los Alpes por primera vez, superándose puertos como el Galibier y el Coll d'Allos. Este hecho hace que esta edición sea llamada el primer Tour moderno. La dureza de la carrera hizo que de los 84 ciclistas que tomaron la salida tan solo 28 llegaran a Campos Elíseos.
Un ciclista novel, Paul Duboc, ganó cuatro etapas de la carrera y estuvo muy cerca de llevarse la victoria final, pero enfermó a media carrera y se tuvo que conformar con la segunda plaza. El vencedor fue Gustave Garrigou, vencedor también de dos etapas.

## Cambios respecto a la edición anterior
En 1910 el Tour de Francia incluyó los Pirineos por primera vez, lo que resultó un éxito. Por eso en 1911 la organización decidió incluir los Alpes. 
La ascensión favorita de Henri Desgrange, organizador del Tour, era el Galibier, sobre el que escribió "El cuello Bayard, o el Tourmalet ... junto al Galibier no son nada." 
Durante la edición de 1910 muchos ciclistas se quejaron por haberse incluido la alta montaña, pero en el Tour de 1911 todos los principales ciclistas estaban presentes.
Lo que no cambió fue el sistema de puntos, similar a la existente en las ediciones de 1905 a 1910. Cada ciclista recibió puntos, sobre la base de sus clasificaciones. El ciclista recibía puntos según su clasificación en la etapa y de la misma manera como en 1910 la clasificación se depuró dos veces: después de la novena y decimocuarta etapa. Los ciclistas que habían abandonado la carrera fueron retirados de la clasificación de las etapas anteriores, y la clasificación se volvió a calcular.
Desde 1906 el Tour de Francia venía atravesando la frontera con Alemania a la Alsacia-Lorena. Después de 1910 las autoridades alemanas no dieron volver a dar permiso, por lo que el Tour se disputó íntegramente en el territorio nacional francés.
En lo técnico, inicia la incorporación de bicicletas con cambios de marchas, empleadas por Lucien Petit-Breton, Maurice Brocco, Henri Cornet, Charles Pavese y Jean Alavoine.

## Favoritos
Como en la edición precedente, había dos categorías de ciclistas. Los mejores estaban encuadrados en equipos patrocinados. Había cuatro diferentes, con 37 ciclistas en total. Las etapas tenían puntos de control donde los ciclistas tenían que firmar, y en estos puntos se permitía a los ciclistas patrocinados recibir comida y bebida. Los de la otra categoría, en la que había 67 corredores que lo hacían de manera individual, no podían recibir comida ni bebidas en estos puntos de control.
El  Tour de 1910 había vivido una enconada lucha entre Octave Lapize y François Faber, ambos compañeros del mismo equipo  Alcyon; y finalmente ésta se decantó del lado de Lapize. El 1911 Lapize había cambiado de equipo, pasando al equipo  La Française , donde era compañero del dos veces vencedor del Tour Lucien Petit-Breton (1907 y 1908). En el último momento, Petit-Breton había sustituido a Cyrille van Hauwaert, el cual no se sentía con fuerzas para disputar el Tour.

## Desarrollo de la carrera

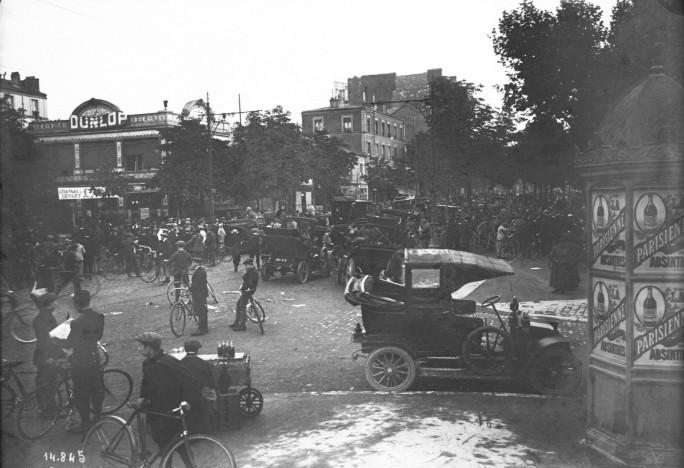
Salida del Tour de Francia de 1911.

La primera etapa fue ganada por  Garrigou, un compañero de  Faber en el equipo  Alcyon. En esta primera etapa,  Petit-Breton tuvo que abandonar la carrera tras una serie de hechos desafortunados. El equipo Alcyon también ganó la segunda etapa con  Masselis. La tercera etapa, con el paso por el coll del Ballon d'Alsace, fue ganada por Faber, tras una escapada solitaria de 206 kilómetros. Durante esta etapa Émile Georget fue atropellado por un coche y cayó por un barranco cuando encabezaba la carrera. En la misma etapa Faber pasó un punto de control sin firma, lo que le supuso una penalización de dos minutos y medio. Con todo, ganó la etapa con 17 minutos de ventaja sobre el inmediato perseguidor y pasó a liderar la carrera.
En la cuarta etapa Garrigou recuperó el liderato de su compañero de equipo Faber, al tiempo que  Lapize abandonaba. En ese momento Faber comenzó a dudar de sus posibilidades de triunfo, ya que sabía que Garrigou era un buen escalador, mientras él tenía problemas en la montaña. En la etapa reina de los Alpes, la quinta, con el paso por los puertos de Aravis, Télégraphe, Lautaret y Galibier,  Georget fue el mejor. Garrigou acabó la etapa tercero, mientras Faber fue duodécimo, por lo que la diferencia entre ambos se amplió a 10 puntos. La sexta etapa, con el paso por el coll d'Allos, fue ganada por Faber tras una escapada en solitario de 260 kilómetros. Pero, como Garrigou finalizó en segunda posición, solo recortó un punto.
Duboc fue el más fuerte en la octava etapa, colocándose segundo en la clasificación general después de su victoria de etapa. En la novena etapa, con final en Luishon, previo paso por el col de Portet d'Aspet, Faber quedó rezagado respecto a Garrigou en la clasificación general al terminar en vigésima posición. Duboc ganó una nueva etapa, y al haber demostrado su potencial en la montaña fue considerado uno de los grandes favoritos para la décima etapa, con el paso por los puertos de Peyresourde, Aspin, Tourmalet y Aubisque, toda una amenaza para Garrigou. Después de esta etapa Garrigou era el líder, seguido por Duboc a 10 puntos.
En la novena etapa Maurice Brocciu, que no tenía ninguna posibilidad de ganar el Tour, había vendido sus servicios a otro ciclista. Desgrange, contrario a que los ciclistas se ayudaran entre ellos, decidió expulsarlo de la carrera. Brocca apeló la expulsión y a la espera de la decisión final se le permitió comenzar la décima etapa. Brocca atacó y se presentó en solitario en Bayona, pero poco después fue confirmada su expulsión de la carrera. 
En esta misma etapa Duboc se derrumbó poco antes de llegar a Bayona, probablemente a causa de una intoxicación alimentaria atribuida a la ingesta de una bebida adulterada. En ese momento lideraba la etapa con ocho minutos sobre el inmediato perseguidor. Según las reglas del momento, no se le podía ayudar y los ciclistas fueron superándolo mientras él estaba en el arcén de la carretera vomitando. Finalmente Duboc logró subir a la bicicleta y terminar la etapa en 21.ª posición, lo que le dejó sin ninguna posibilidad de victoria final. Actualmente se cree que François Lafourcade tuvo algo que ver en este asunto, pero en 1911 las sospechas recayeron sobre su principal rival, Garrigou. Garrigou fue amenazado, y la organización del Tour le tuvo que poner un guardaespaldas. Además, cuando el Tour pasó por la ciudad natal de Duboc, Garrigou se tuvo que disfrazar para pasar inadvertido.
Duboc recuperó las fuerzas y ganó dos etapas más, pero no fue capaz de recuperar los puntos perdidos respecto a Garrigou en la clasificación general, por lo que Garrigou se convirtió en el vencedor de la carrera. Mientras tanto, el ganador de  1909,  Faber, abandonó durante la duodécima etapa. En la llegada final de la carrera en París, Duboc recibió una gran bienvenida, eclipsando a Garrigou.

## Resultados

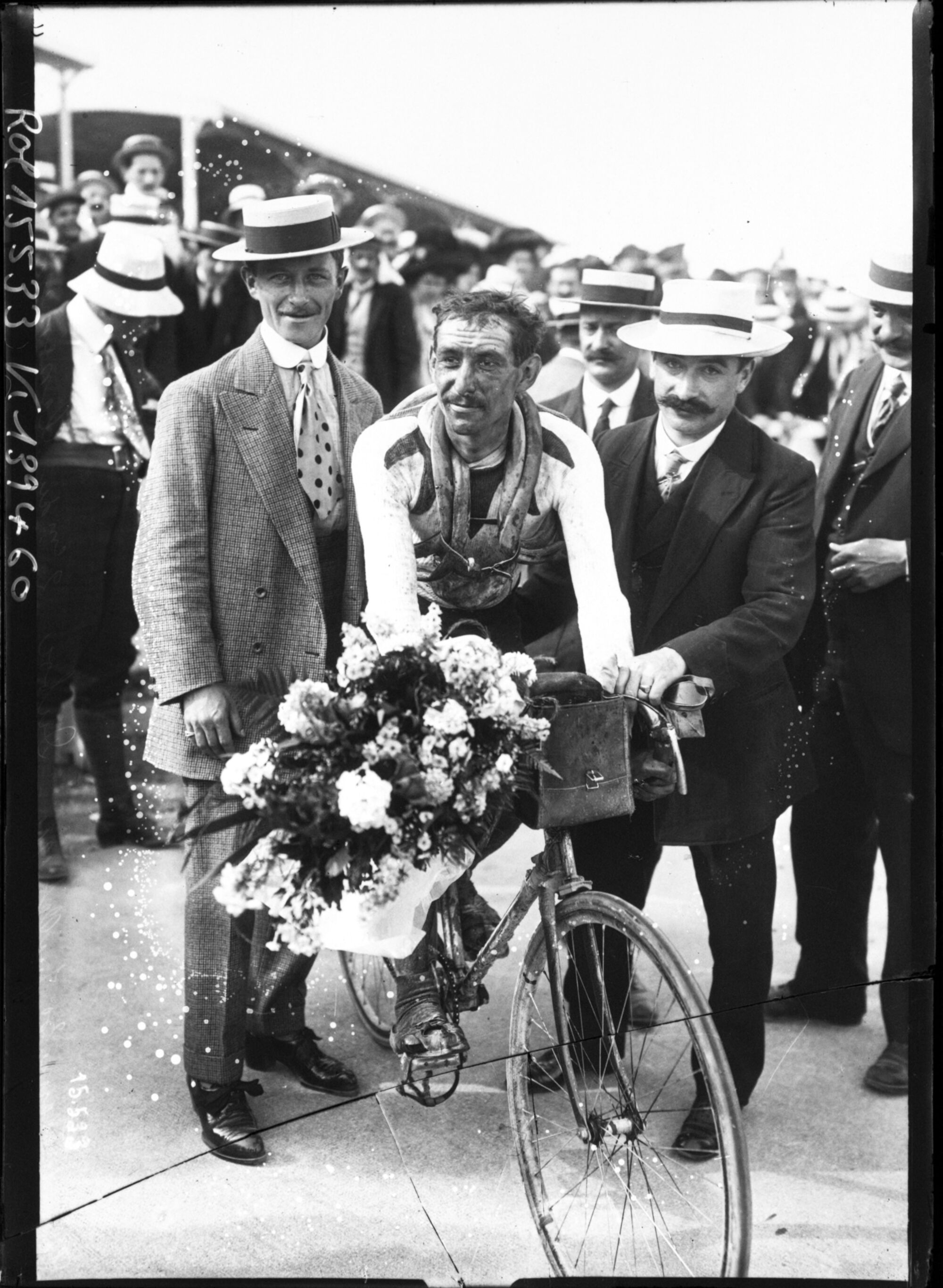
Paul Duboc acabó en segunda posición.

## Las etapas
| Etapa | Fecha       | Recorrido            | Distancia (km) | Ganador            | Líder            |
| ----- | ----------- | -------------------- | -------------- | ------------------ | ---------------- |
| 1.ª   | 2 de julio  | París - Dunkerque    | 351            | Gustave Garrigou   | Gustave Garrigou |
| 2.ª   | 4 de julio  | Dunkerque - Longwy   | 388            | Jules Masselis     | Jules Masselis   |
| 3.ª   | 6 de julio  | Longwy - Belfort     | 331            | François Faber     | François Faber   |
| 4.ª   | 8 de julio  | Belfort - Chamonix   | 344            | Charles Crupelandt | Gustave Garrigou |
| 5.ª   | 10 de julio | Chamonix - Grenoble  | 366            | Émile Georget      | Gustave Garrigou |
| 6.ª   | 12 de julio | Grenoble - Niza      | 348            | François Faber     | Gustave Garrigou |
| 7.ª   | 14 de julio | Niza - Marsella      | 334            | Charles Crupelandt | Gustave Garrigou |
| 8.ª   | 16 de julio | Marsella - Perpiñán  | 335            | Paul Duboc         | Gustave Garrigou |
| 9.ª   | 18 de julio | Perpiñán - Luchon    | 289            | Paul Duboc         | Gustave Garrigou |
| 10.ª  | 20 de julio | Luchon - Bayona      | 326            | Maurice Brocco     | Gustave Garrigou |
| 11.ª  | 22 de julio | Bayona - La Rochelle | 379            | Paul Duboc         | Gustave Garrigou |
| 12.ª  | 23 de julio | La Rochelle - Brest  | 470            | Marcel Godivier    | Gustave Garrigou |
| 13.ª  | 26 de julio | Brest - Cherburgo    | 405            | Gustave Garrigou   | Gustave Garrigou |
| 14.ª  | 28 de julio | Cherburgo - Le Havre | 361            | Paul Duboc         | Gustave Garrigou |
| 15.ª  | 30 de julio | Le Havre - París     | 317            | Marcel Godivier    | Gustave Garrigou |

## Clasificación General
De los 84 ciclistas que iniciaron la carrera tan solo 28 la acabaron. El vencedor, Gustave Garrigou, recibió 5.000 francos por su victoria.
| Clasificación general |                    |               |        |
| Ciclista              | Ciclista           | Equipo        | Puntos |
| --------------------- | ------------------ | ------------- | ------ |
| 1.º                   | Gustave Garrigou   | Alcyon-Dunlop | 43     |
| 2.º                   | Paul Duboc         | La Française  | 61     |
| 3.º                   | Émile Georget      | La Française  | 84     |
| 4.º                   | Charles Crupelandt | La Française  | 119    |
| 5.º                   | Hector Heusghem    | Alcyon-Dunlop | 135    |
| 6.º                   | Marcel Godivier    | La Française  | 141    |
| 7.º                   | Charles Cruchon    | La Française  | 145    |
| 8.º                   | Ernest Paul        | Alcyon-Dunlop | 153    |
| 9.º                   | Albert Dupont      | Le Globe      | 157    |
| 10.º                  | Henri Devroye      | Le Globe      | 171    |

| Clasificación final (11–28) |                  |              |        |
| Ciclista                    | Ciclista         | Equipo       | Puntos |
| --------------------------- | ---------------- | ------------ | ------ |
| 11.º                        | Firmin Lambot    | Le Globe     | 178    |
| 12.º                        | Henri Cornet     | Le Globe     | 190    |
| 13.º                        | Paul Deman       | –            | 198    |
| 14.º                        | Julien Maitron   | La Française | 216    |
| 15.º                        | Jules Deloffre   | –            | 218    |
| 16.º                        | Georges Paulmier | Automoto     | 227    |
| 17.º                        | Ottavio Pratesi  | –            | 251    |
| 18.º                        | Vincent d'Hulst  | –            | 253    |
| 19.º                        | Alfred Faure     | Automoto     | 256    |
| 20.º                        | Lucien Pothier   | Le Globe     | 284    |
| 21.º                        | Edouard Léonard  | Automoto     | 288    |
| 22.º                        | Constant Ménager | Le Globe     | 291    |
| 23.º                        | Maurice Pardon   | Le Globe     | 291    |
| 24.º                        | Louis Coolsaet   | –            | 300    |
| 25.º                        | Marius Vilette   | –            | 329    |
| 26.º                        | rnest Ricaux     | Automoto     | 351    |
| 27.º                        | Pietro Ghislotti | –            | 377    |
| 28.º                        | Lucien Roquebert | –            | 392    |

### Otras clasificaciones
El decimotercer clasificado, Paul Deman, ganó la categoría de los "isolé" El diario organizador de la carrera, L'Auto nombró a Paul Duboc el meilleur grimpeur, el mejor escalador. Este título no oficial es el predecesor de la clasificación de la montaña.